# 게이힌 급행 전철 1000형 전동차 (2002년 도입)
게이힌 급행 전철 1000형 전동차(일본어: 京急1000形電車 けいきゅう1000がたでんしゃ[*])는 게이힌 급행 전철의 통근형 전동차이다.